# サンヨーハウジング名古屋presents SKE48のリア住
『サンヨーハウジング名古屋presents SKE48のリア住』（サンヨーハウジングなごやプレゼンツ エスケーイーフォーティーエイトのリアじゅう）は、2014年1月4日から8月23日までテレビ愛知で放送されていた情報番組。放送時間は毎週土曜 20:54 - 21:00 (JST) 。

## 概要
SKE48のメンバーが、愛知・岐阜・三重の3県下のリアルに住んでみたいエリアのオススメスポットを紹介するミニ番組。サンヨーハウジング名古屋の創立25年事業の一環として提供する情報番組。

## 出演者
- SKE48
- 平松伴康（ナレーター）

## 放送日程
| 回 | 放送日        | 紹介エリア       | 出演者（太文字はプレゼンター） | 超絶リア住（紹介エリアのオススメ）                                |
| -- | ------------- | ---------------- | ------------------------------ | ----------------------------------------------------------------- |
| 1  | 2014年 1月4日 | 名古屋市天白区   | 須田亜香里、木下有希子         | 名古屋から羽ばたけパフェ! （旭食品サンプル製作所の食品サンプル）  |
| 2  | 1月11日       | 名古屋市緑区     | 須田亜香里、木下有希子         | おしょくじ処・今「飛騨牛 塩まぶし丼」                             |
| 3  | 1月18日       | 愛知県豊田市     | 磯原杏華、斉藤真木子           | 近江屋「特製おまんじゅうケーキ」                                  |
| 4  | 1月25日       | 愛知県刈谷市     | 磯原杏華、斉藤真木子           | キッチンよろずや「エビフライ食べ放題定食」                        |
| 5  | 2月1日        | 名古屋市守山区   | 山下ゆかり、山田みずほ         | 東谷山フルーツパーク 「フルーツ盛り合わせ&季節のジュース」        |
| 6  | 2月8日        | 名古屋市千種区   | 山下ゆかり、山田みずほ         | 両口屋是清東山店「喜蝸ぜんざい」                                  |
| 7  | 2月15日       | 岐阜県岐阜市     | 大矢真那、都築里佳             | 江崎模型「鳥型ライトプレーン飛行機」                              |
| 8  | 2月22日       | 愛知県小牧市     | 大矢真那、都築里佳             | 自衛隊基地売店限定のお菓子                                        |
| 9  | 3月1日        | 愛知県豊橋市     | 矢方美紀、二村春香             | 河合果樹園特製「レモンすりおろしお汁粉」                          |
| 10 | 3月8日        | 愛知県岡崎市     | 矢方美紀、二村春香             | 勝者：矢方美紀 （わんわん動物園で犬とビーチフラッグ対決）         |
| 11 | 3月15日       | 三重県四日市市   | 小林亜実、柴田阿弥             | 野呂食品「シイタケせんべい」                                      |
| 12 | 3月22日       | 愛知県東海市     | 小林亜実、柴田阿弥             | 大橋屋「土鍋まぶし」                                              |
| 13 | 4月5日        | 愛知県春日井市   | 梅本まどか、宮前杏実           | Cafe&Bar Brother69 「メキシカンノパルバーガーとノパルスムージー」 |
| 14 | 4月12日       | 三重県桑名市     | 梅本まどか、宮前杏実           | 手打ちうどん 川市「和風餃子」                                     |
| 15 | 4月19日       | 愛知県日進市     | 江籠裕奈、内山命               | イエローパンプキン「パンダのロールケーキ」                        |
| 16 | 4月26日       | 愛知県長久手市   | 江籠裕奈、内山命               | ピエール・プレシュウズ「自家製コーラ」                            |
| 17 | 5月3日        | 名古屋市緑区     | 高木由麻奈、岩永亞美           | 「冷凍ほうれん草 ポパイ」（エビのいちかわ エビのえさ）            |
| 18 | 5月10日       | 名古屋市天白区   | 高木由麻奈、岩永亞美           | Hana Art「とろ～りチーズのこんがりパリパリブリュレ」              |
| 19 | 5月17日       | 名古屋市港区     | 北川綾巴、石田安奈             | 名古屋市港防災センター「アルミ缶炊飯器」                          |
| 20 | 5月24日       | 名古屋市中川区   | 北川綾巴、石田安奈             | 鍋屋ほたる「元祖台湾カレーめし」                                  |
| 21 | 6月7日        | 愛知県一宮市     | 古川愛李、水埜帆乃香           | イタリア料理 ベルコルノ「3Dラテアート」                           |
| 22 | 6月14日       | 名古屋市西区     | 古川愛李、水埜帆乃香           | 末廣堂「お茶紙扇子」                                              |
| 23 | 6月21日       | 愛知県みよし市   | 東李苑、佐藤実絵子             | おむすび+カフェ OMU「お米のポタージュスープ」                     |
| 24 | 6月28日       | 愛知県安城市     | 東李苑、佐藤実絵子             | みや子製麺「そうめんスナック」（未販売）                          |
| 25 | 7月5日        | 愛知県北名古屋市 | 矢方美紀、斉藤真木子           | AIR X「カフェスペース（PEAKS CAFE）」                             |
| 26 | 7月12日       | 名古屋市名東区   | 矢方美紀、斉藤真木子           | 高針めんや「1万円ラーメン」                                       |
| 27 | 7月19日       | 愛知県西尾市     | 山下ゆかり、磯原杏華           | あいや「抹茶のフォンダンショコラ」                                |
| 28 | 7月26日       | 愛知県豊川市     | 山下ゆかり、磯原杏華           | いなり寿司専門店 まつや「イタリアンいなり」                       |
| 29 | 8月2日        | 愛知県犬山市     | 岩永亞美、水埜帆乃香           | 本町茶寮「特製ふるーつわらびもち」                                |
| 30 | 8月9日        | 岐阜県各務原市   | 岩永亞美、水埜帆乃香           | オアシスパーク「枝豆ソフト」                                      |
| 31 | 8月16日       | 三重県鈴鹿市     | 宮前杏実、高木由麻奈           | 鞍馬サンド「醍醐（納豆コーヒーゼリーサンド）」                    |
| 32 | 8月23日       | 愛知県半田市     | 宮前杏実、高木由麻奈           | mama’s「ゴールデンエッグボンバーむすび」                          |

### 放送休止
- 2014年3月29日・5月31日

## オープニングテーマ
- 「パレオはエメラルド」 SKE48